# 一起行动/非洲争取民主和社会主义党
一起行动/非洲争取民主和社会主义党（法語：And-Jëf/Parti africain pour la démocratie et le socialisme，缩写为AJ/PADS）是塞内加尔的一个社会主义政党。该党成立于1991年，由一起行动/争取新民主革命运动（马克思列宁主义政党，具有毛主义倾向）、社会主义工人组织（托派组织）、争取人民民主联盟（霍查派组织）和《苏苏巴：工人通信》（左翼杂志）的读者圈组成。